# Altstadt (Gemeinde Matrei am Brenner)
Die Altstadt ist ein Ort in der Gemeinde Matrei am Brenner im Nordtiroler Wipptal, der zwischen den Katastralgemeinden Mühlbachl und Pfons geteilt ist.

## Geographie
Der Ort liegt nördlich an den Ort Matrei anschließend auf 980 m ü. A. am rechten Ufer der Sill auf einem schmalen Streifen zwischen dem Fluss und der Brennerbahn bzw. dem dahinter ansteigenden Hang. Die Altstadt bildet als Weiler eine Fraktion (Ortschaft) innerhalb der Katastralgemeinde Mühlbachl mit 24 Einwohnern (Stand 1. Jänner 2024) und ist eine Rotte in der Katastralgemeinde Pfons (Fraktion Schöfens). Die Häuser direkt an der Sill gehören zu Mühlbachl, die östlich anschließenden Gebäude (Kirche, Friedhof, Widum, Volksschule) zu Pfons. Die Sillbrücke verbindet die Altstadt mit dem restlichen Gemeindegebiet von Matrei.

## Geschichte
Die Altstadt ist Teil der ältesten Siedlung des Wipptales, die in vorrömische Zeit zurückgeht und von den Römern Matreium genannt wurde. Die Siedlung besteht aus zwei Teilen, dem sogenannten „Markt“ mit einer doppelzeiligen Häuserreihe an der Brennerstraße (dem heutigen Ort Matrei), einer einzeiligen Häuserreihe an der Ellbögener Straße im heutigen Mühlbachl am linken Sillufer sowie der sogenannten „Altstadt“ am rechten Ufer. Während der Markt seit 1239 als Hofmark den Bischöfen von Brixen unterstand, gehörte die Altstadt zum Burgfrieden des Schlosses Matrei. Vermutlich handelt es sich bei der Altstadt um die ältere Ansiedlung. Ihr Name hat nichts mit „Stadt“ zu tun, sondern lautete ursprünglich Altenstatt („alte Wohnstätte“). Die hier gelegene, 1311 erstmals genannte Pfarrkirche Mariä Himmelfahrt war Sitz der Urpfarre Matrei. Bis 2021 war die Altstadt auf die Gemeinden Mühlbachl und Pfons aufgeteilt, die per 1. Jänner 2022 mit der Gemeinde Matrei fusioniert wurden.

## Infrastruktur
Der Ort hat eine zentrale Funktion innerhalb der Gemeinde Matrei. Hier befindet sich die Volksschule Matrei und Umgebung. Die Pfarrkirche mit dem in den Hang gebauten Friedhof, der spätgotischen Johanniskapelle und dem gotischen Widum stellt ein geschlossenes künstlerisches und städtebauliches Ensemble dar.